# Vlier (geslacht)
Vlier (Sambucus) is een geslacht van snelgroeiende heesters of kleine bomen. In de lente dragen ze tuilen van witte of crèmekleurige bloemen, gevolgd door kleine rode, blauwachtige of zwarte vruchten. Ook komt er een vlier met paars blad en roze bloemen voor. De vruchten van de vlier zijn steenvruchten.
De bessen zijn een belangrijke bron van voedsel voor veel vogels. De vlier is de favoriete gastheer van het judasoor. De vlier is waardplant voor de schemerbladroller, gewone coronamot en grijze kruidenmot, dat zijn microvlinders.

## Soorten
Het geslacht omvat wereldwijd 25 soorten. Algemeen voorkomende soorten in West- en Midden-Europa die ook in Nederland en België voorkomen zijn:
- De gewone vlier (Sambucus nigra), met zwarte bessen, is de belangrijkste soort in Europa. Een in de natuur voorkomende variëteit van de gewone vlier is de peterselievlier (Sambucus nigra var. laciniata), die diep ingesneden bladeren heeft.
- De trosvlier of bergvlier (Sambucus racemosa) groeit in de koudere delen van het noordelijk halfrond en heeft helderrode bessen.
- De kruidvlier (Sambucus ebulus) is een soort die op kalkrijke gronden aan akker- en bosranden wordt gevonden.

## Trivia
- De vlier wordt in Noord-Holland en Ameland ook wel flarieboom of vlaarder genoemd, en op Walcheren, in West-Vlaanderen, West-Zeeuws-Vlaanderen, het Land van Axel en Westdorpe vliender.
- De vlier werd (en wordt soms nog) geassocieerd met bovennatuurlijke krachten, bijvoorbeeld als afweermiddel tegen (vermeende) hekserij, blikseminslag en ander kwaad.

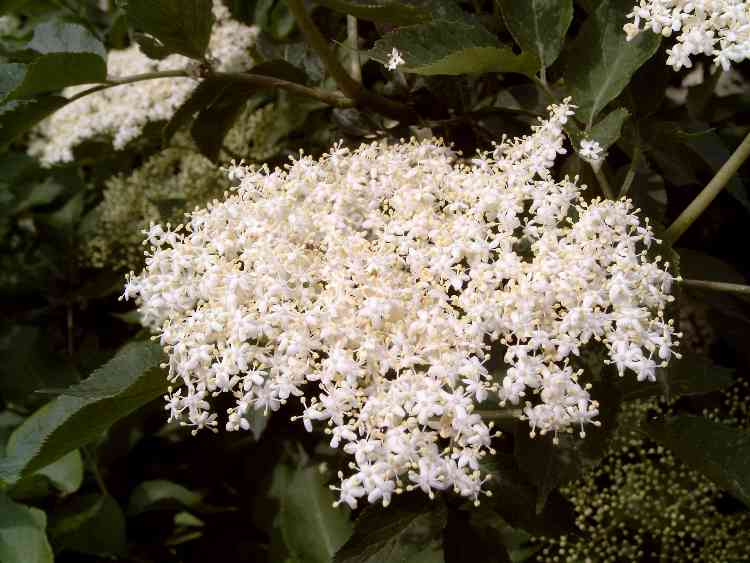
Een vlierbloemtros
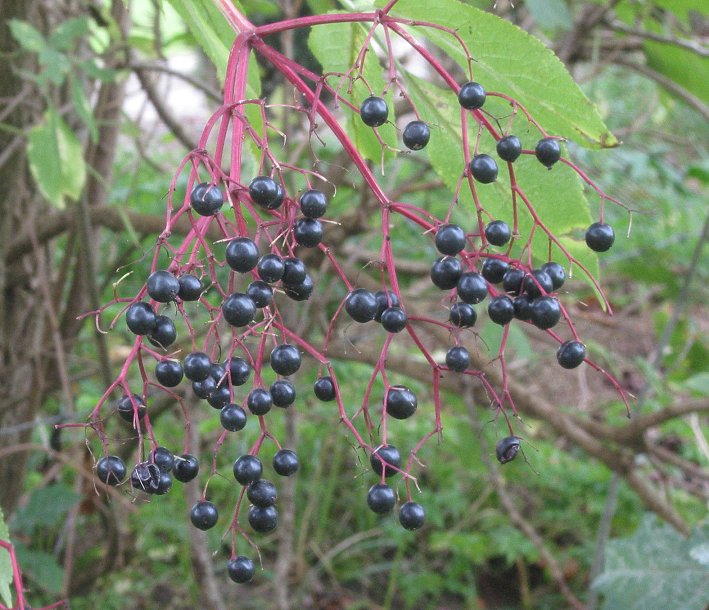
Een tros vlierbessen
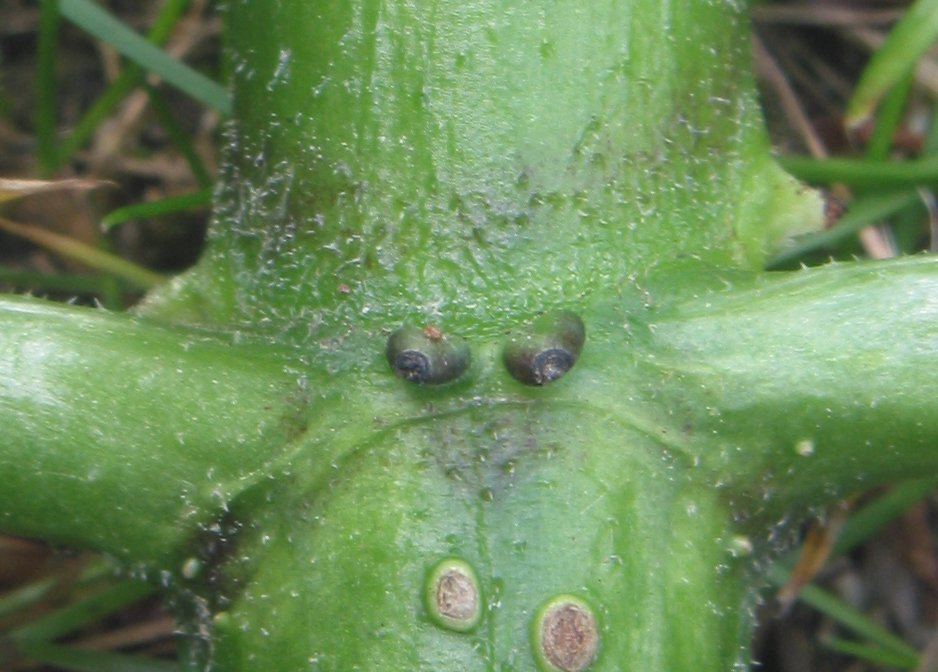
Twee stengelklieren op knoop bij vlier
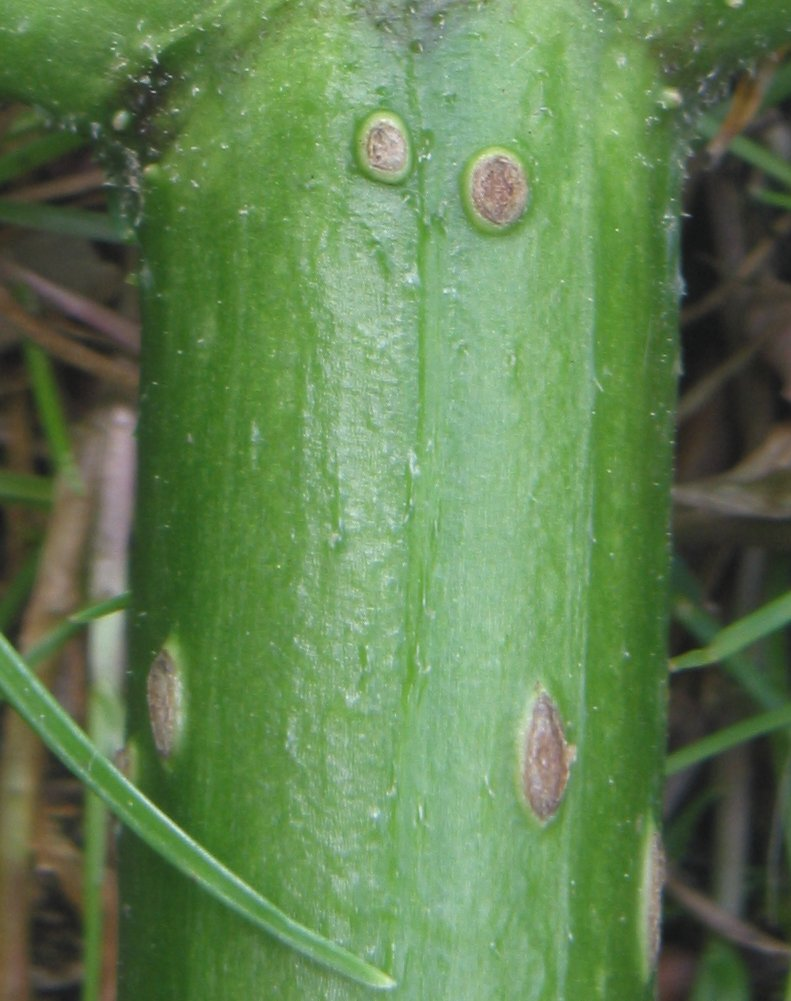
Lenticellen op vlier